# Hrabstwo Wabaunsee

Piramida wieku hrabstwa

Hrabstwo Wabaunsee – hrabstwo położone w USA w stanie Kansas z siedzibą w mieście Alma. Założone w 1859 roku.

## Miasta
- Alma
- Eskridge
- Maple Hill
- Alta Vista
- McFarland
- Harveyville
- Paxico

## Sąsiednie Hrabstwa
- Hrabstwo Pottawatomie
- Hrabstwo Shawnee
- Hrabstwo Osage
- Hrabstwo Lyon
- Hrabstwo Morris
- Hrabstwo Geary
- Hrabstwo Riley